# 左美沙芬
左美沙芬（INN：Levomethorphan，LVM）是一种从未上市销售的吗啡喃类阿片类镇痛药。它是消旋美沙芬的L-立体异构体。消旋美沙芬两种同分异构体的作用截然不同，右美沙芬（DXM）在低剂量时用作止咳药，而在高剂量时则产生解离性致幻作用。左美沙芬的药效约为吗啡的5倍。
左美沙芬是左啡诺的前体药物，类似于右美沙芬作为右啡烷（DXO）的前体药物，或可待因作为吗啡的前体药物。因此，左美沙芬具有与左啡诺类似的作用，但效力较低，因为它必须通过肝酶去甲基化为活性形式才能产生作用。作为左啡诺的前体药物，左美沙芬是所有三种阿片受体，μ阿片受体、κ阿片受体（κ1和κ3，但值得注意的是不包括κ2）和δ阿片受体的强效激动剂，是NMDA受体拮抗剂，也是5-羟色胺和去甲肾上腺素再摄取抑制剂。通过激活κ阿片受体，左美沙芬可产生煩躁和拟精神病效应，如解离和幻觉。
左美沙芬被列入1961年《麻醉品单一公约》，在大多数国家与吗啡一样受到管制。在美国，左美沙芬被列为Schedule II级别麻醉药品管制物质，美国缉毒局（DEA）行政管制物质代码（ACSCN）为9210，2014年的年度总生产配额为195克，高于前一年的6克。使用的盐类包括酒石酸盐（游离碱转化率为0.644）和氢溴酸盐（游离碱转化率为0.958）。